# John Edward Ferris
John Edward Ferris (* 24. Juli 1949 in Sacramento, Kalifornien; † 13. September 2020 in Walnut Creek, Kalifornien) war ein Schwimmer aus den Vereinigten Staaten. Er gewann zwei olympische Bronzemedaillen.

## Karriere
Ferris schwamm für den Arden Hills Swim Club in Sacramento. Während seines Studiums an der Stanford University trat er für deren Sportteam an.
1967 bei der Universiade in Tokio wurde er über 400 Meter Lagen Zweiter hinter seinem Landsmann Peter Williams. Über 200 Meter Schmetterling siegte er in der Weltrekordzeit von 2:06,0 Minuten vor seinem Landsmann Carl Robie. Er verbesserte den Weltrekord von Mark Spitz, der den Weltrekord seinerseits nach fünf Wochen wieder unterbot.
1968 konnte sich Ferris in zwei Disziplinen für die Olympischen Spiele in Mexiko-Stadt qualifizieren. Über 200 Meter Lagen war Ferris in Mexiko-Stadt der Vorlaufschnellste. Im Finale gab es einen Dreifacherfolg für die Schwimmer aus den Vereinigten Staaten. Es siegte Charles Hickcox vor Greg Buckingham und John Ferris, der 0,4 Sekunden vor dem viertplatzierten Peruaner Juan Carlos Bello anschlug. Über 200 Meter Schmetterling waren Mark Spitz und John Ferris die Vorlaufschnellsten. Im Finale siegte Carl Robie vor dem Briten Martyn Woodroffe und John Ferris, während Mark Spitz nur den achten Platz belegte.
1969 gewann John Ferris seinen einzigen College-Meistertitel. Bei der Universiade 1970 in Turin siegte Ferris auf beiden Schmetterlingsstrecken und mit der 4-mal-100-Meter-Lagenstaffel.
John Ferris war nach seinem Studium in vielen verschiedenen Berufen in verschiedenen Ländern tätig. Er betrieb ein Urlaubsresort auf Tahiti, verkaufte Schnittblumen in Kalifornien, betrieb ein Einkaufszentrum in Malibu und ein Restaurant in Idaho. Er gab Englischunterricht für chinesische Studenten und führte ein Jugendhotel in Prag.